# Liste der Biografien/Marte
Liste der Biografien |
Portal Biografien |
Personensuche
# |
A |
B |
C |
D |
E |
F |
G |
H |
I |
J |
K |
L |
M |
N |
O |
P |
Q |
R |
S |
T |
U |
V |
W |
X |
Y |
Z |
?
 
Ma |
Mb |
Mc |
Md |
Me |
Mf |
Mg |
Mh |
Mi |
Mj |
Mk |
Ml |
Mm |
Mn |
Mo |
Mp |
Mq |
Mr |
Ms |
Mt |
Mu |
Mv |
Mw |
Mx |
My |
Mz
 
Maa |
Mab |
Mac |
Mad |
Mae |
Maf |
Mag |
Mah |
Mai |
Maj |
Mak |
Mal |
Mam |
Man |
Mao |
Map |
Maq |
Mar |
Mas |
Mat |
Mau |
Mav |
Maw |
Max |
May |
Maz
 
Mara |
Marb |
Marc |
Mard |
Mare |
Marf |
Marg |
Marh |
Mari |
Marj |
Mark |
Marl |
Marm |
Marn |
Maro |
Marp |
Marq |
Marr |
Mars |
Mart |
Maru |
Marv |
Marw |
Marx |
Mary |
Marz
 
Marta |
Marte |
Marth |
Marti |
Martj |
Martl |
Martm |
Martn |
Marto |
Martr |
Marts |
Martt |
Martu |
Martw |
Marty |
Martz
Die Liste der Biografien führt alle Personen auf, die in der deutschsprachigen Wikipedia einen Artikel haben. Dieses ist eine Teilliste mit 293 Einträgen von Personen, deren Namen mit den Buchstaben „Marte“ beginnt.

## Marte
- Marte, Alfredo (* 1989), dominikanischer Baseballspieler
- Marte, Anton (1874–1929), österreichischer Kirchenmaler und Restaurator
- Marte, Josef (1887–1970), österreichischer Politiker (CSP), Landtagsabgeordneter zum Vorarlberger Landtag
- Marte, María (* 1978), dominikanische Köchin
- Marte, Raul (* 2002), österreichischer Fußballspieler
- Marte, Rodrigo (* 1997), dominikanischer Boxer
- Marte, Veronika (* 1982), österreichische Politikerin (ÖVP), Stadträtin in BregenzVeronika Marte (* 1982)

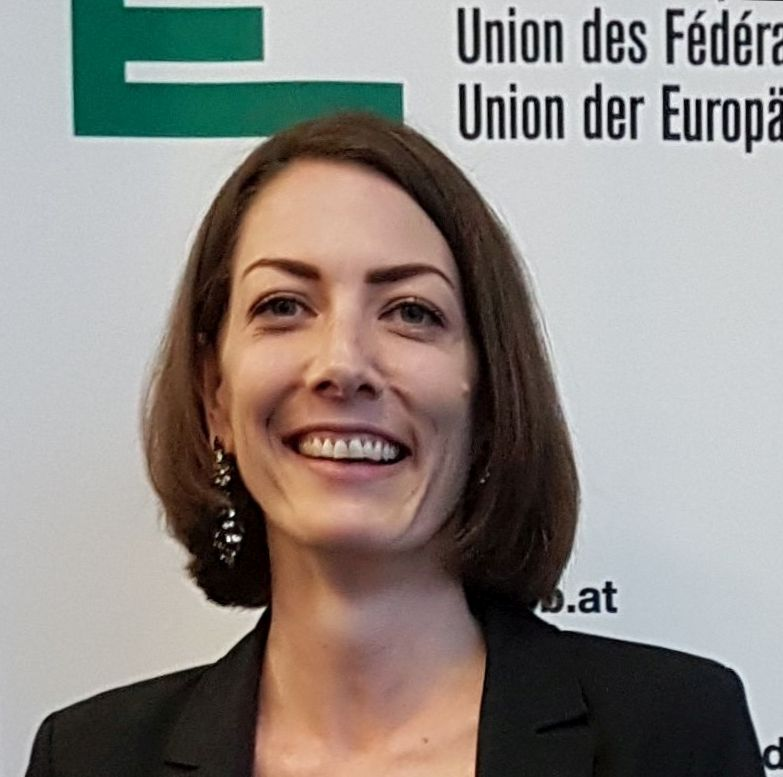
Veronika Marte (* 1982)

### Martea
- Marteau, Henri (1874–1934), deutsch-französischer Geiger und Komponist
- Marteau, Louis-François (1715–1804), französisch-polnischer Maler des Klassizismus
- Marteau, Robert (1925–2011), französischer Schriftsteller und Dichter
- Marteau, Robert (* 1962), deutscher Zauberkünstler und Mentalist

### Martee
- Marteel, Olivier (* 1969), belgischer Snookerschiedsrichter

### Martei
- Marteilhe, Jean (1684–1777), evangelischer Glaubenszeuge und Galeerensklave
- Marteinn Einarsson († 1576), isländischer Geistlicher, Bischof von Skálholt

### Martek
- Martek, Vlado (* 1951), kroatischer Künstler

### Martel
- Martel, Alain (* 1959), kanadischer Poolbillardspieler
- Martel, Arlene (1936–2014), US-amerikanische Schauspielerin
- Martel, Christiane (* 1932), französische Schauspielerin
- Martel, Damien de (1607–1681), französischer Marineoffizier
- Martel, Danick (* 1994), kanadischer Eishockeyspieler
- Martel, Diego (1948–2021), spanischer Schwimmer
- Martel, Édouard Alfred (1859–1938), französischer Höhlenforscher
- Martel, Eric (* 2002), deutscher FußballspielerEric Martel (* 2002)

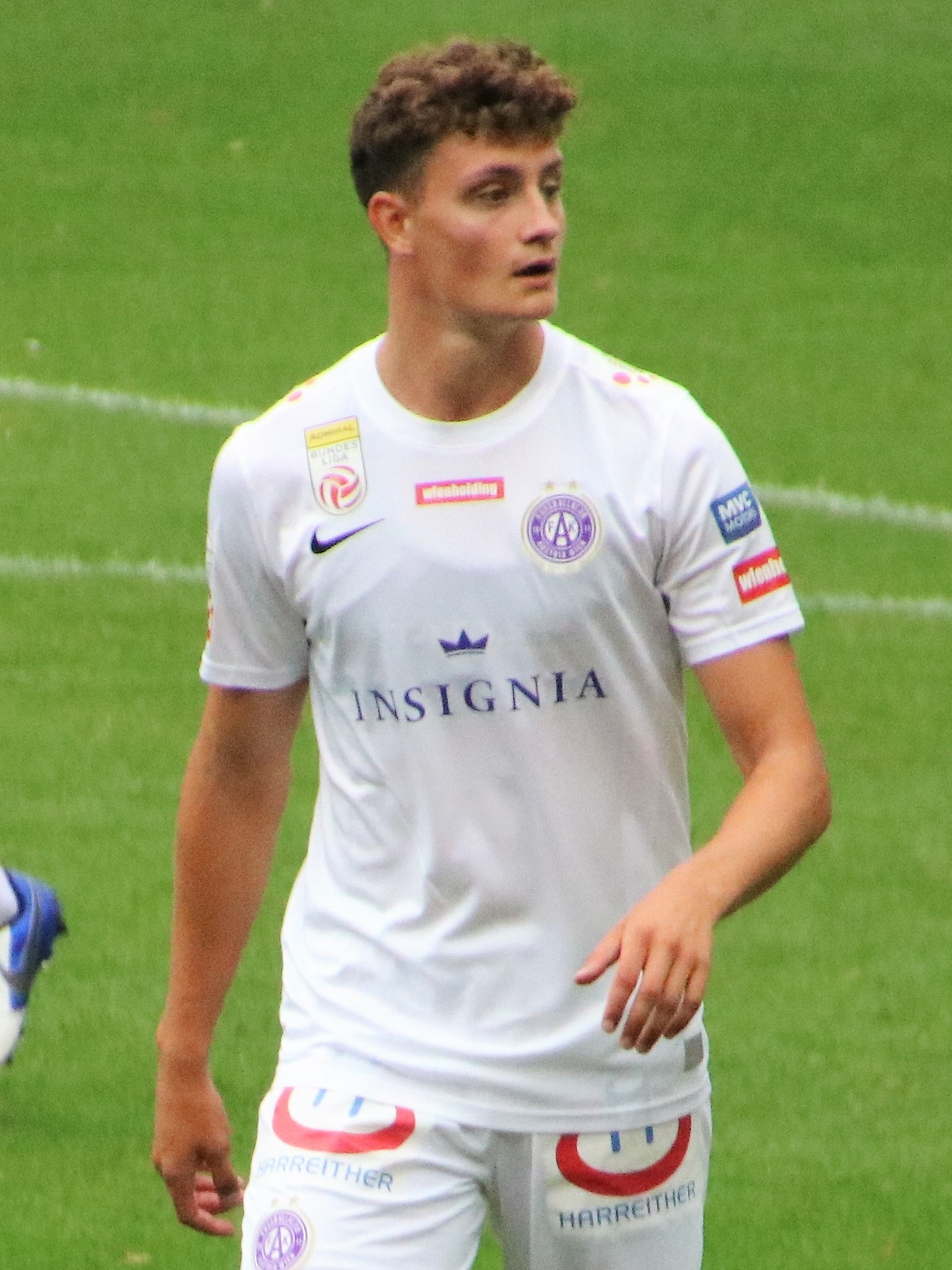
Eric Martel (* 2002)

- Martel, Fernando (* 1975), chilenischer Fußballspieler
- Martel, Frédéric (* 1967), französischer Soziologe, Autor und Journalist
- Martel, Gordon (* 1946), kanadischer Historiker
- Martel, Jan (1896–1966), französischer Bildhauer und Designer
- Martel, Joël (1896–1966), französischer Bildhauer und Designer
- Martel, Johann (* 1979), deutscher Politiker (AfD)
- Martel, John, Pirat in der Karibik
- Martel, Jules (1905–1981), kanadischer Chorleiter, Musikwissenschaftler, -pädagoge und -historiker
- Martel, Julio (1923–2009), argentinischer Tangosänger
- Martel, K. C. (* 1967), kanadischer Schauspieler
- Martel, Louis (1813–1892), französischer Politiker
- Martel, Lucrecia (* 1966), argentinische Filmregisseurin und Drehbuchautorin
- Martel, Marc (* 1976), kanadischer Sänger, Gitarrist und Komponist
- Martel, Nellie (1855–1940), englisch-australische Frauenrechtlerin und Politikerin
- Martel, Oscar (1848–1924), kanadischer Geiger, Musikpädagoge und Komponist
- Martel, Pierre-Yves (* 1979), kanadischer Musiker
- Martel, René (1893–1976), französischer Historiker, Autor, Journalist und Übersetzer
- Martel, Rick (* 1956), kanadischer WrestlerRick Martel (* 1956)

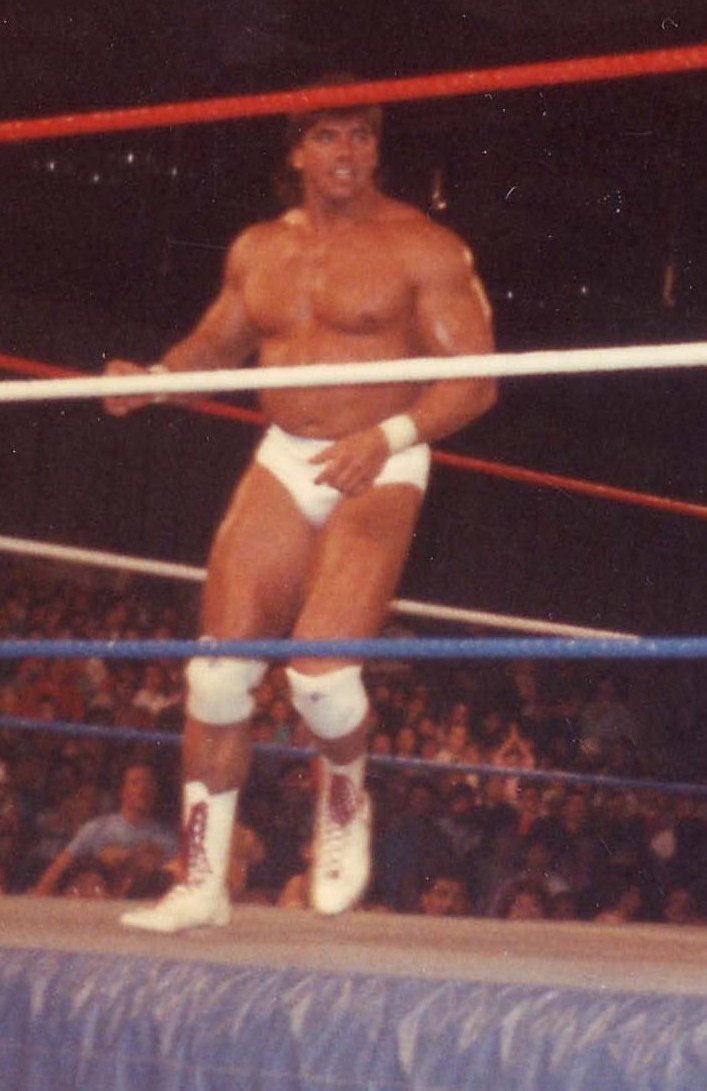
Rick Martel (* 1956)

- Martel, Sherri (1958–2007), US-amerikanische Wrestlerin
- Martel, Thierry de (1875–1940), französischer Chirurg
- Martel, Willy (1907–1985), deutscher Jurist und Richter am Bundesarbeitsgericht
- Martel, Yann (* 1963), kanadischer Schriftsteller
- Martel, Yvan (* 1970), französischer Mathematiker
- Martel, Zita (* 1961), samoanische Sportlerin und Seefahrerin sowie Frauenrechtsaktivistin
- Martel-Pelletier, Johanne (* 1952), kanadische Medizinerin
- Martelet, Gustave (1916–2014), französischer Theologe
- Martelińska, Marta (1949–2008), polnische Sängerin
- Martell, Bettina (* 1951), deutsche Schauspielerin
- Martell, Dave (1959–2023), US-amerikanischer Jazzmusiker (Posaune)
- Martell, Donna (* 1927), US-amerikanische Schauspielerin
- Martell, Eduard (1861–1941), deutscher Lehrer und Politiker (DNVP), MdL
- Martell, Hanns (* 1955), deutscher Schlagersänger und Komponist
- Martell, Ina (* 1944), deutsche Sängerin und Schauspielerin
- Martell, Jaeden (* 2003), US-amerikanischer Schauspieler
- Martell, Karl († 741), fränkischer HausmeierKarl Martell († 741)

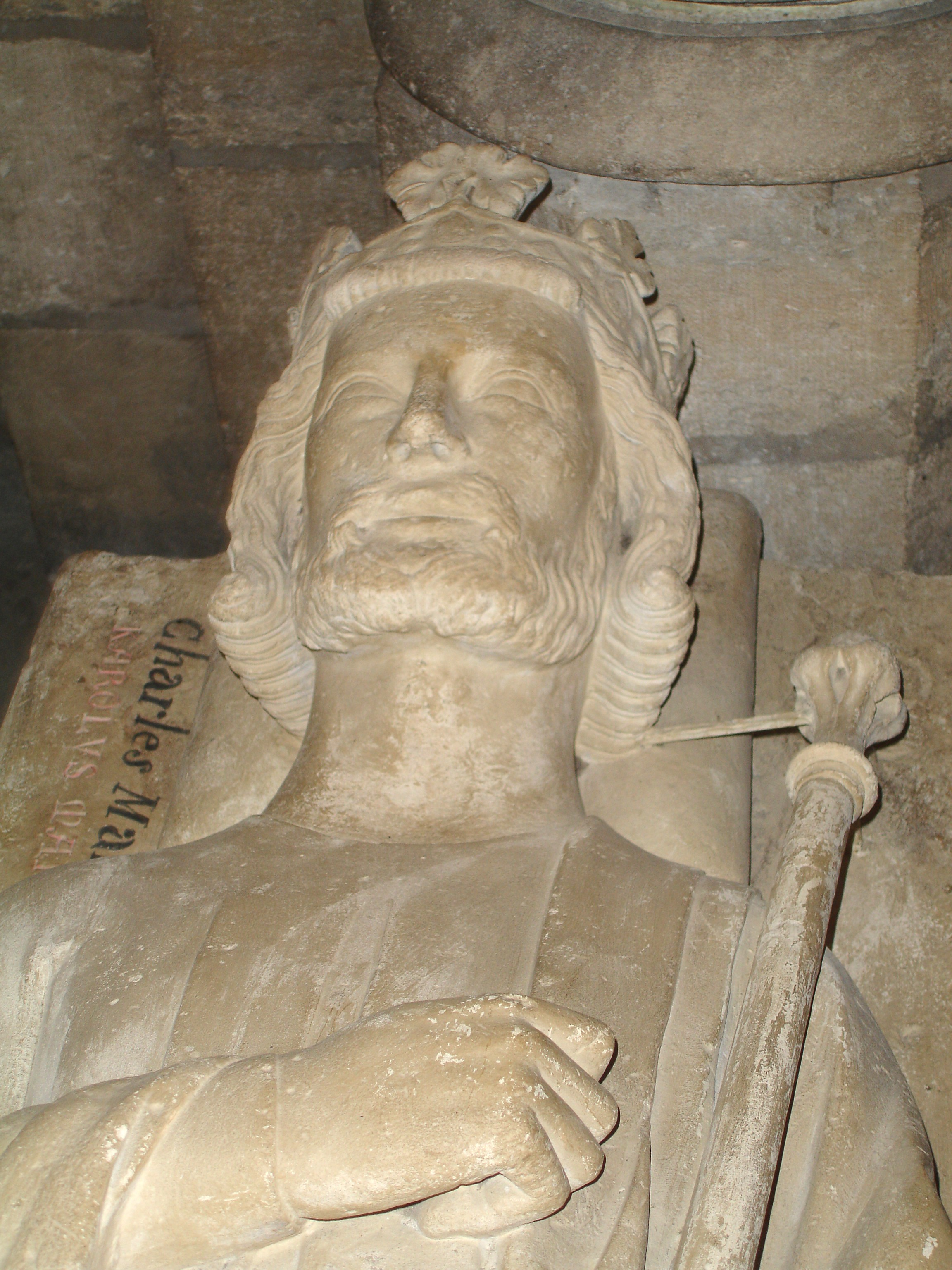
Karl Martell († 741)

- Martell, Karl (1896–1966), deutscher Schauspieler
- Martell, Karl-Heinz (1928–2002), deutscher Schauspieler und Hörspielsprecher
- Martell, Lena (* 1940), schottische Sängerin
- Martell, Linda (* 1941), US-amerikanische Country-Sängerin
- Martell, Paul (1879–1934), deutscher Schriftsteller und Redakteur
- Martell, Peter (1938–2010), italienischer Filmschauspieler (Südtirol)
- Martell, Peter (* 1955), österreichischer Sänger und Komponist
- Martell, Piera (* 1943), Schweizer Schlagersängerin
- Martella, Luigi (1948–2015), italienischer Geistlicher und römisch-katholischer Bischof von Molfetta-Ruvo-Giovinazzo-Terlizzi
- Martella, Massimiliano (* 1977), italienischer Straßenradrennfahrer
- Martella, Massimo (* 1961), italienischer Filmregisseur und Drehbuchautor
- Martella, Vincent (* 1992), US-amerikanischer Schauspieler, Synchronsprecher und MusikerVincent Martella (* 1992)

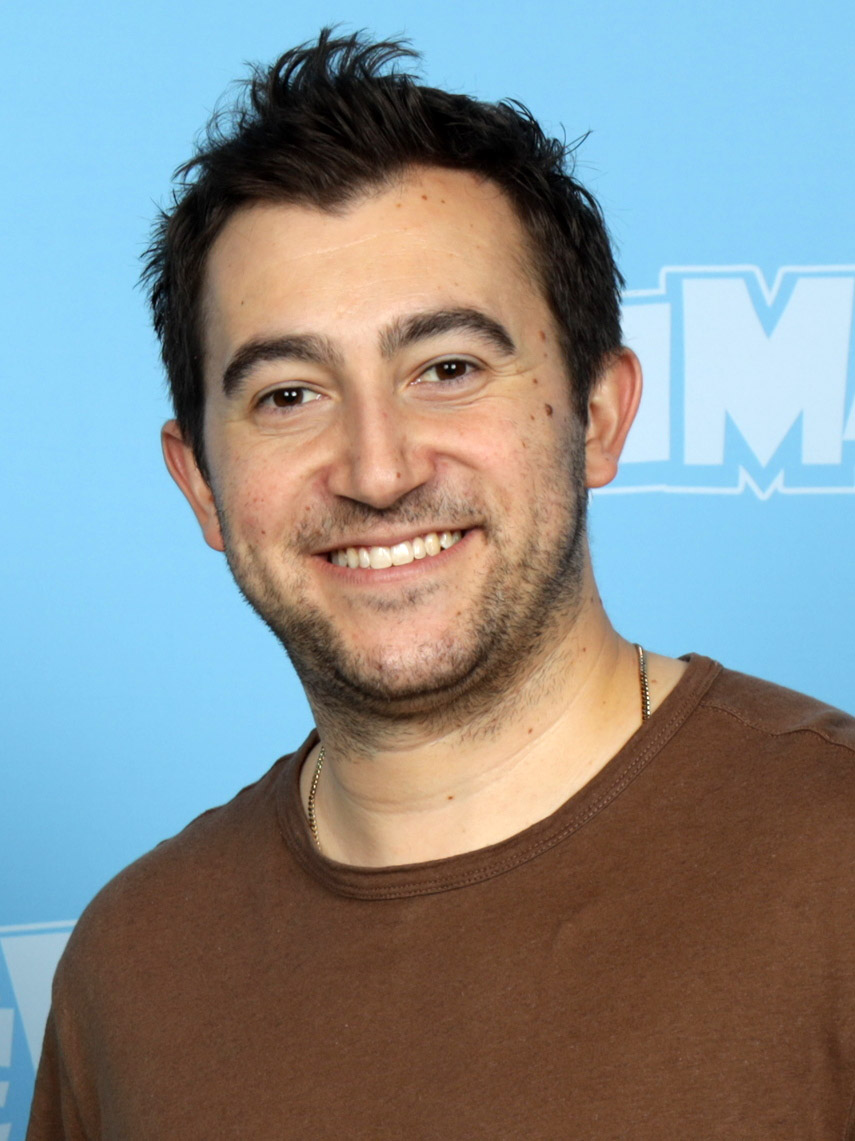
Vincent Martella (* 1992)

- Martelli, Adrienne (* 1987), US-amerikanische Ruderin
- Martelli, Claudio (* 1943), italienischer Politiker (PSI), Mitglied der Camera dei deputati, MdEP und Journalist
- Martelli, Danilo (1923–1949), italienischer Fußballspieler
- Martelli, Diego (1839–1896), italienischer Kunstkritiker und Mäzen
- Martelli, Francesco (1633–1717), italienischer Titularerzbischof und Patriarch von Jerusalem
- Martelli, Giovanni Paolo (1935–2020), italienischer Pflanzenvirologe
- Martelli, Giuseppe (1792–1876), italienischer Architekt
- Martelli, Henri (1895–1980), französischer Komponist
- Martelli, Hugolin (1519–1592), französischer Geistlicher und Bischof von Glandèves (1572–1592)
- Martelli, Kathrin (* 1952), Schweizer Politikerin (FDP)
- Martelli, Manuela (* 1983), chilenische Schauspielerin
- Martelli, Marisa (* 1928), australische Werbetexterin und Modeikone
- Martelli, Massimo (* 1957), italienischer Regisseur
- Martelli, Milan (* 1979), deutscher Komponist und Musikproduzent
- Martelli, Otello (1902–2000), italienischer Kameramann
- Martelli-Tamoni, Giulietta (1890–1975), italienische Krankenschwester des Roten Kreuzes, Journalistin und Dichterin
- Martello, Davide (* 1981), deutscher PianistDavide Martello (* 1981)

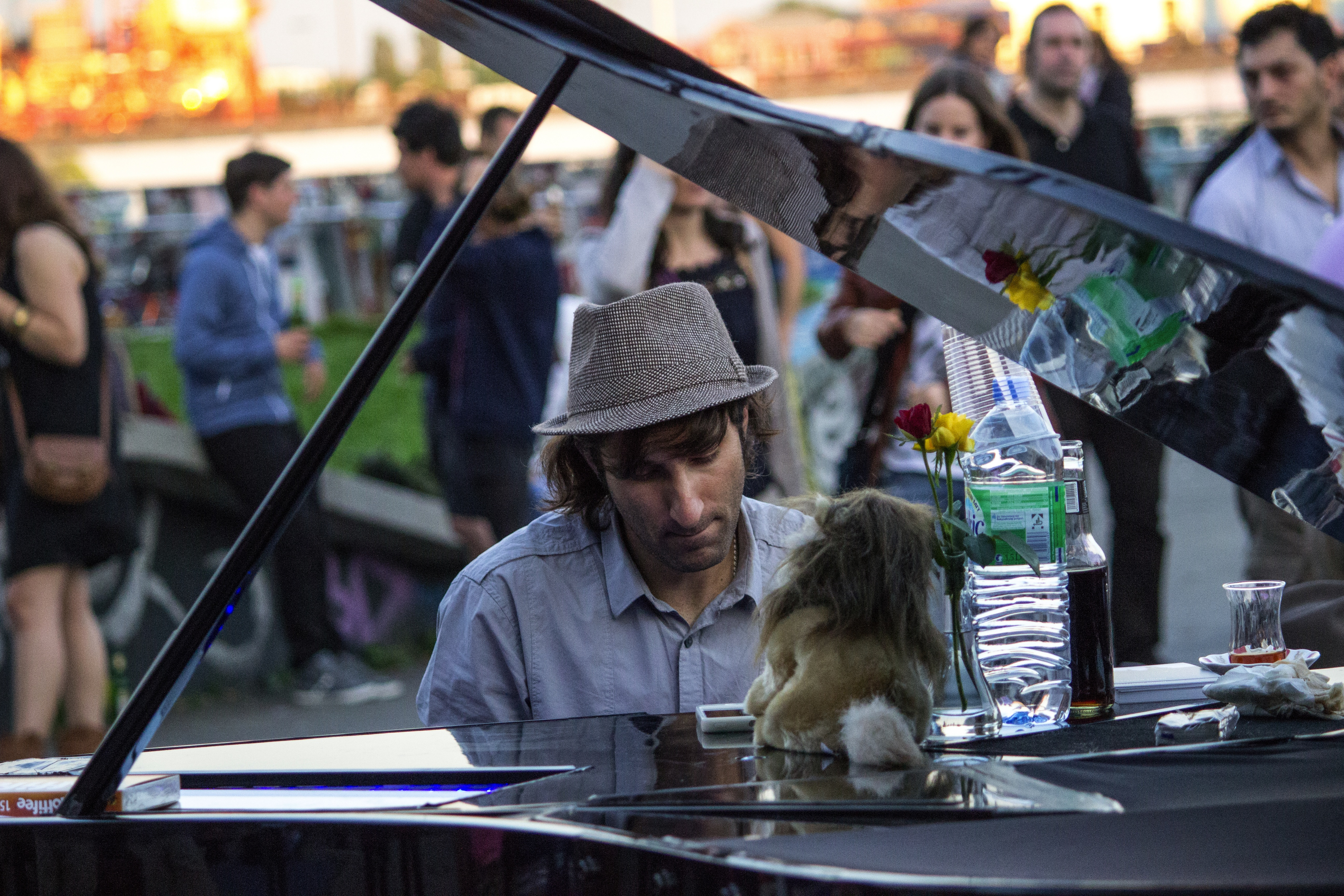
Davide Martello (* 1981)

- Martello, Floriano (* 1952), italienischer Eisschnellläufer
- Martellotto, Germán (* 1962), argentinischer Fußballspieler
- Martellus Germanus, Henricus, deutscher Kartograf
- Martelly, Michel (* 1961), 56. Staatspräsident Haitis, Komponist, Sänger
- Martelo, María T., venezolanische Klimatologin
- Martelozzo, Pierre (* 1947), französischer Radrennfahrer

### Marten
- Marten, österreichischer Musiker
- Marten, Billie (* 1999), englische Singer-SongwriterinBillie Marten (* 1999)

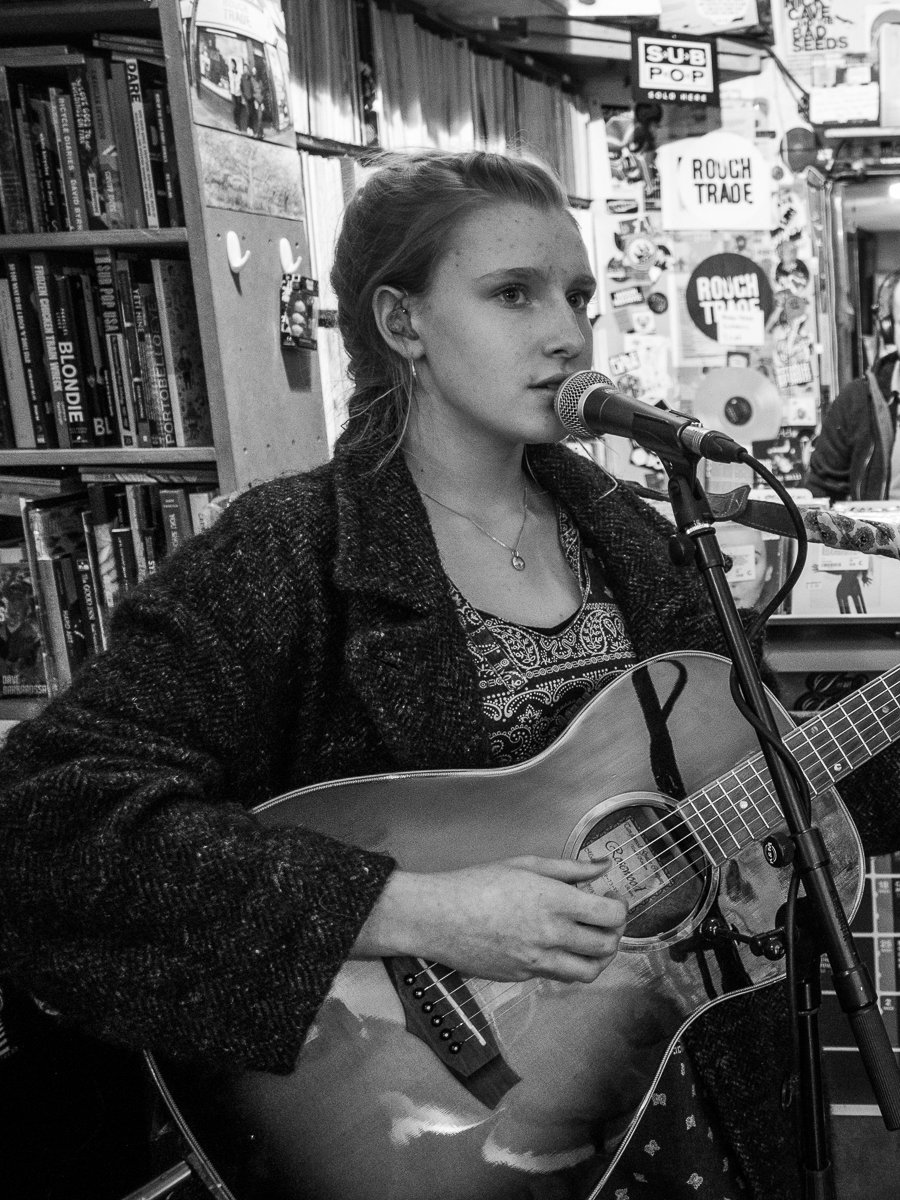
Billie Marten (* 1999)

- Marten, Eckhard (* 1961), deutscher Hochschullehrer, Journalist und Pressesprecher
- Marten, Elisabeth (1894–1966), deutsche Illustratorin
- Marten, Félix (1919–1992), deutschstämmiger, französischer Schauspieler und Sänger
- Marten, Franz (1898–1970), deutscher Maler, Grafiker und Hochschullehrer
- Marten, Gesa (* 1963), deutsche Filmeditorin und Dramaturgin
- Marten, Günter (1939–2013), deutscher Politiker (CDU), MdB
- Marten, Heinz (1908–1991), deutscher Sänger (Tenor)
- Marten, Helen (* 1985), britische Künstlerin
- Märten, Heribert (1935–1995), deutscher Politiker (CDU), MdL
- Marten, Jürgen (1943–2025), deutscher Jurist, Hochschullehrer, Fernsehmoderator und Schauspieler
- Marten, Kai-Uwe (* 1962), deutscher Wirtschaftswissenschaftler
- Marten, Lars (* 1984), deutscher Fußballspieler
- Märten, Lu (1879–1970), deutsche Publizistin, Schriftstellerin, Kunstkritikerin, sozialistische Theoretikerin und Frauenrechtlerin
- Martén, Maritza (* 1963), kubanische Leichtathletin und Olympiasiegerin
- Marten, Nea (* 1981), deutsche Popsängerin
- Marten, Neil (1916–1986), britischer Politiker
- Marten, Nikolas (* 1964), deutscher Medienunternehmer
- Marten, Norbert (* 1953), deutscher Bildhauer, Maler und Designer
- Marten, Rainer (* 1928), deutscher Philosoph und Hochschullehrer
- Marten, Robert Humphrey (1763–1839), britischer Unternehmer und Ehrenbürger der Stadt Magdeburg
- Marten, Tommy (1857–1911), englischer Fußballspieler
- Marten, Volker Friedrich (* 1955), deutscher Bildhauer
- Marten-Brockmann, Elfi, deutsche Journalistin und Fernsehmoderatorin in der ARD
- Martène, Edmond (1664–1739), französischer Historiker und Liturgiker aus dem Benediktinerorden
- Martenet, Anne-Catherine (1930–2015), Schweizer Augenärztin
- Martenetz, José Romão (1903–1989), brasilianischer Geistlicher, griechisch-katholischer Bischof der Eparchie São João Batista em Curitiba
- Martenot, Ginette (1902–1996), französische Pianistin, Ondes-Martenot-Spielerin und Musikpädagogin
- Martenot, Maurice (1898–1980), französischer Musiker und Erfinder
- Martens, Adelheid (* 1913), deutsche Politikerin (KPD, SED), MdL
- Martens, Adolf (1850–1914), deutscher Werkstoffkundler
- Martens, Alexander (* 1969), deutscher Filmproduzent
- Martens, Alexander U. (1935–2014), deutscher Publizist
- Martens, Alfred (1881–1920), deutscher Architekt und hannoverscher Baubeamter
- Martens, Alke (* 1970), deutsche Hochschullehrerin für Informatik
- Martens, Alwin (1832–1862), deutscher Turner
- Martens, André (* 1964), deutscher Fußballspieler
- Märtens, André (* 1966), deutscher Friseurmeister und Sachbuchautor
- Martens, Andreas (* 1951), deutscher Comiczeichner und -autor
- Martens, Anna (1878–1964), deutsche Landschaftsmalerin und Grafikerin
- Martens, Annika (* 1977), deutsche Theater- und Filmschauspielerin
- Martens, Anton Nikolaus (1800–1848), Propst in Dithmarschen
- Martens, Arthur (1897–1937), deutscher Segelflugpionier und Ingenieur
- Martens, Bella (1891–1959), deutsche Kunsthistorikerin
- Martens, Bob (* 1961), niederländisch-österreichischer Architekt
- Martens, Brigitta (* 1961), deutsche Politikerin (CDU), MdHB
- Martens, Camilla (* 1989), dänische Badmintonspielerin
- Martens, Carl Gustav Jacob (1810–1890), Hamburger Holzhändler und Abgeordneter
- Martens, Carl von (1790–1861), württembergischer General und Militärschriftsteller
- Martens, Carl Wilhelm von (1751–1794), deutscher Diplomat
- Martens, Charlotte (1898–1983), deutsche Dokumentarfilmregisseurin in Hamburg und in der DDR
- Martens, Christian (1845–1917), deutscher Arzt in Nordschleswig
- Martens, Christian von (1793–1882), Offizier und Maler
- Martens, Conrad (1801–1878), englischer Maler
- Martens, Daniel (* 1999), singapurischer Fußballspieler
- Martens, Davis (* 1989), deutscher Basketballspieler
- Martens, Detlev (1847–1905), deutscher Arzt und Politiker
- Martens, Dionys (1869–1934), österreichischer Musiker
- Martens, Dirk († 1534), niederländischer Buchdrucker der Humanistenzeit
- Martens, Dirk (* 1964), deutscher SchauspielerDirk Martens (* 1964)

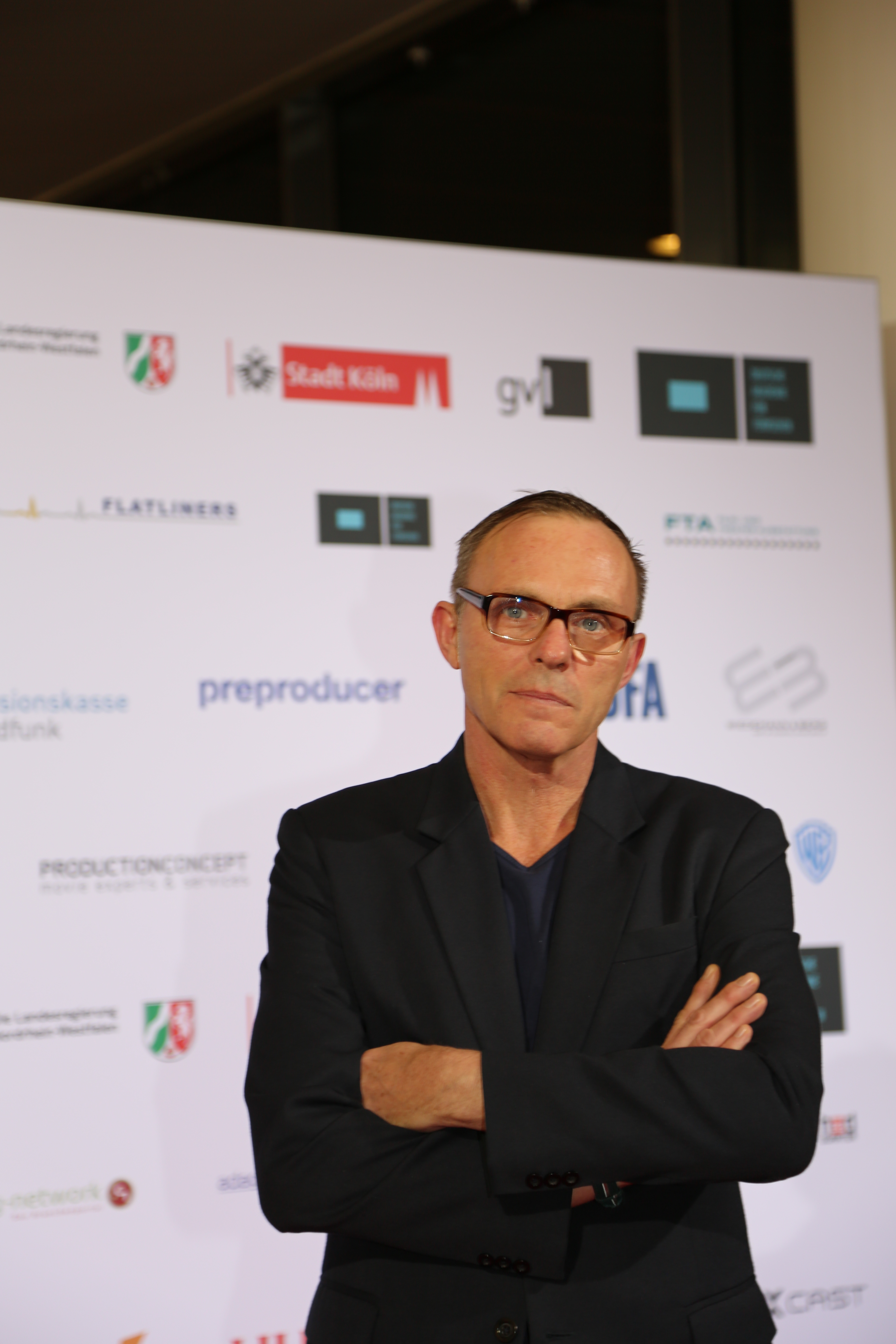
Dirk Martens (* 1964)

- Martens, Eckhard (* 1951), deutscher Ruderer
- Martens, Eduard von (1831–1904), deutscher Zoologe, insbesondere Malakologe
- Martens, Ekkehard (* 1943), deutscher Philosoph
- Martens, Elke (* 1956), deutsche Schlagersängerin, Texterin, Schauspielerin und Moderatorin
- Martens, Emil (1886–1969), deutscher Kaufmann und Sportfunktionär
- Martens, Ernst (1883–1981), deutscher Politiker (FDP), MdL
- Martens, Ernst (* 1949), deutscher Diplomat
- Martens, Erwin (* 1956), kanadischer Eishockeyspieler
- Martens, Finja (* 1981), deutsche Schauspielerin
- Martens, Florian (* 1958), deutscher SchauspielerFlorian Martens (* 1958)

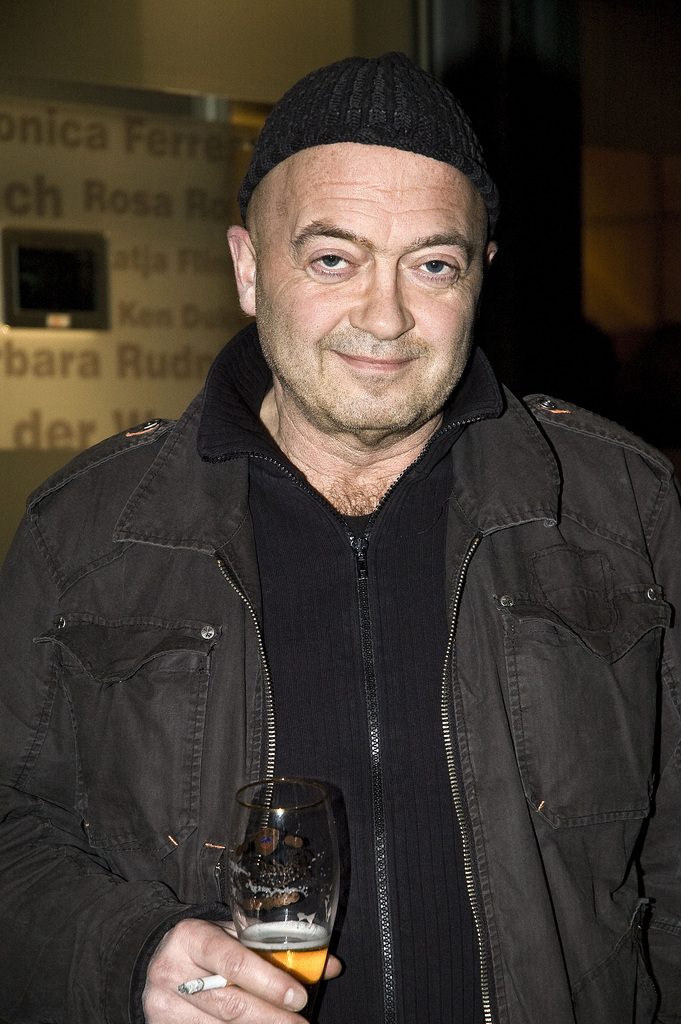
Florian Martens (* 1958)

- Martens, Franz Heinrich (1778–1805), deutscher Mediziner und Hochschullehrer
- Martens, Frédéric (1806–1885), französischer Fotograf und Fotopionier
- Martens, Friederich, Hamburger Reiseschriftsteller
- Martens, Friedrich Franz (1873–1939), deutscher Physiker
- Martens, Friedrich Fromhold (1845–1909), russischer Diplomat und Jurist estnischer Herkunft
- Martens, Friedrich Wilhelm († 1861), deutscher Verwaltungsbeamter, MdHdA
- Martens, Georg Friedrich von (1756–1821), deutscher Diplomat und Publizist
- Martens, Georg von (1788–1872), Jurist, Reisender und Naturforscher
- Martens, Gerald, österreichischer Basketballfunktionär und Unternehmer
- Märtens, Gesine (* 1971), deutsche Politikerin und politische Beamtin (Bündnis 90/Die Grünen)
- Martens, Guido von (1943–2019), deutscher Keramiker
- Martens, Gunnar (* 1940), dänischer Beamter, Reichsombudsmann in Grönland
- Martens, Gustav Ludolf (1818–1872), deutscher Architekt und Stadtbaumeister von Kiel
- Martens, Hans (1896–1980), deutscher Fußballtorhüter
- Martens, Hans (1911–1970), deutscher Leichtathlet
- Martens, Hans-Albert (1906–1986), deutscher Schauspieler und Hörspielsprecher
- Martens, Hans-Günter (1930–2001), deutscher Schauspieler und Hörfunkmoderator
- Martens, Hans-Joachim (1925–2018), deutscher Schauspieler und Regisseur
- Martens, Heinrich (1876–1964), deutscher Musikpädagoge
- Martens, Heinrich (* 1956), deutscher Zeitungsherausgeber (Moskauer Deutsche Zeitung)
- Martens, Heinrich Wilhelm (1795–1877), Jurist, Reichstagsabgeordneter
- Martens, Henry (* 1987), deutscher Eishockeyspieler
- Martens, Hermann (1877–1916), deutscher Radsportler
- Martens, Holger (* 1943), deutscher Tiermediziner
- Martens, Holger (* 1962), deutscher Historiker, stellvertretender Bundesvorsitzender der AvS
- Martens, Jan-Pieter (* 1974), belgischer Fußballspieler und Fußballfunktionär
- Martens, Jane (* 1999), deutsche Handballspielerin
- Martens, Jean (* 1961), deutscher Konteradmiral
- Martens, Jennifer (* 1990), deutsche Fußballspielerin
- Martens, Jens (* 1955), deutscher Fußballtrainer
- Martens, Jessy (* 1987), deutsche Bluesrock-SängerinJessy Martens (* 1987)

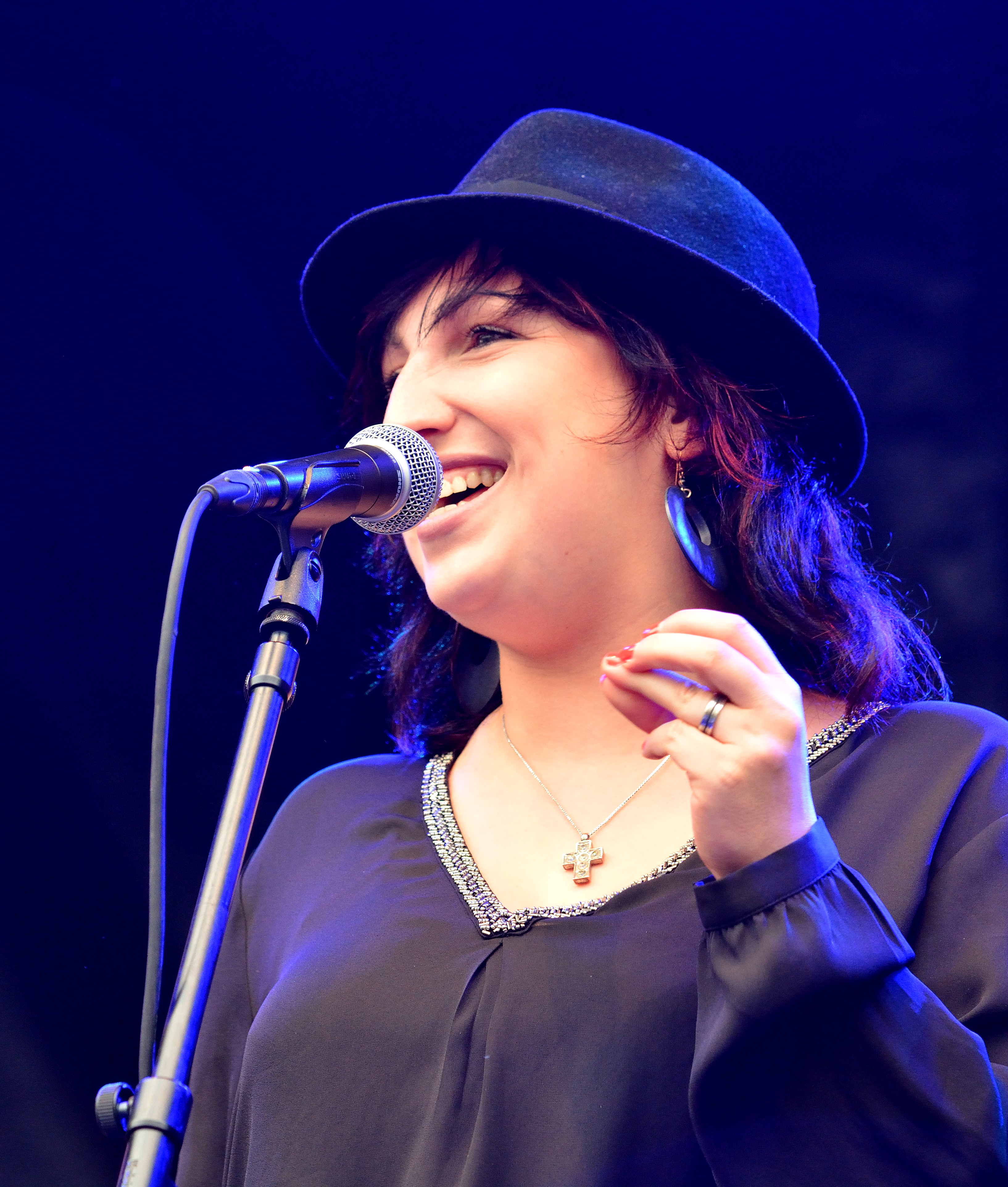
Jessy Martens (* 1987)

- Martens, Joachim Friedrich (1806–1877), Hamburger Arbeiterführer und Abgeordneter
- Martens, Jochen (* 1941), deutscher Zoologe
- Martens, Joern (* 1968), deutscher Filmtonmeister und Koch
- Martens, Johann Friedrich (1803–1897), deutscher Kaufmann
- Martens, Johann Gottfried (1786–1864), deutscher Kaufmann
- Martens, Johann Heinrich (1815–1843), deutscher Landschaftsmaler
- Martens, Johannes (1844–1892), deutscher Sänger (Heldentenor)
- Martens, John (1875–1936), deutscher Architekt und Baukeramiker
- Martens, John Wesley (* 1960), kanadischer Theologe
- Martens, Jonas (* 2000), deutsch-polnischer Schauspieler
- Martens, Jürgen (* 1948), deutscher Chemiker
- Martens, Jürgen (* 1959), deutscher Politiker (FDP), sächsischer Justizminister, MdL Sachsen MdB
- Martens, Kay-Uwe, deutscher Jurist
- Martens, Kerstin (* 1974), deutsche Politikwissenschaftlerin
- Martens, Kirsten (* 1962), deutsche Politikerin (SPD), Mitglied der Hamburgischen Bürgerschaft
- Martens, Klaus (* 1944), deutscher Literaturwissenschaftler, Lyriker, Essayist, Herausgeber und literarischer Übersetzer
- Martens, Klaus (* 1954), deutscher Journalist
- Martens, Klaus-Peter (* 1941), deutscher Rechtswissenschaftler
- Martens, Kurt (1870–1945), deutscher Schriftsteller
- Märtens, Leonie (* 2004), deutsche Schwimmerin
- Martens, Lieke (* 1992), niederländische Fußballspielerin
- Martens, Ludo (1946–2011), belgischer Politiker und politischer Autor
- Martens, Ludwig Christian Karl Alexander (1875–1948), sowjetischer Revolutionär, Botschafter und Maschinenbauingenieur
- Martens, Luise von (1828–1894), deutsche Malerin
- Märtens, Lukas (* 2001), deutscher SchwimmerLukas Märtens (* 2001)

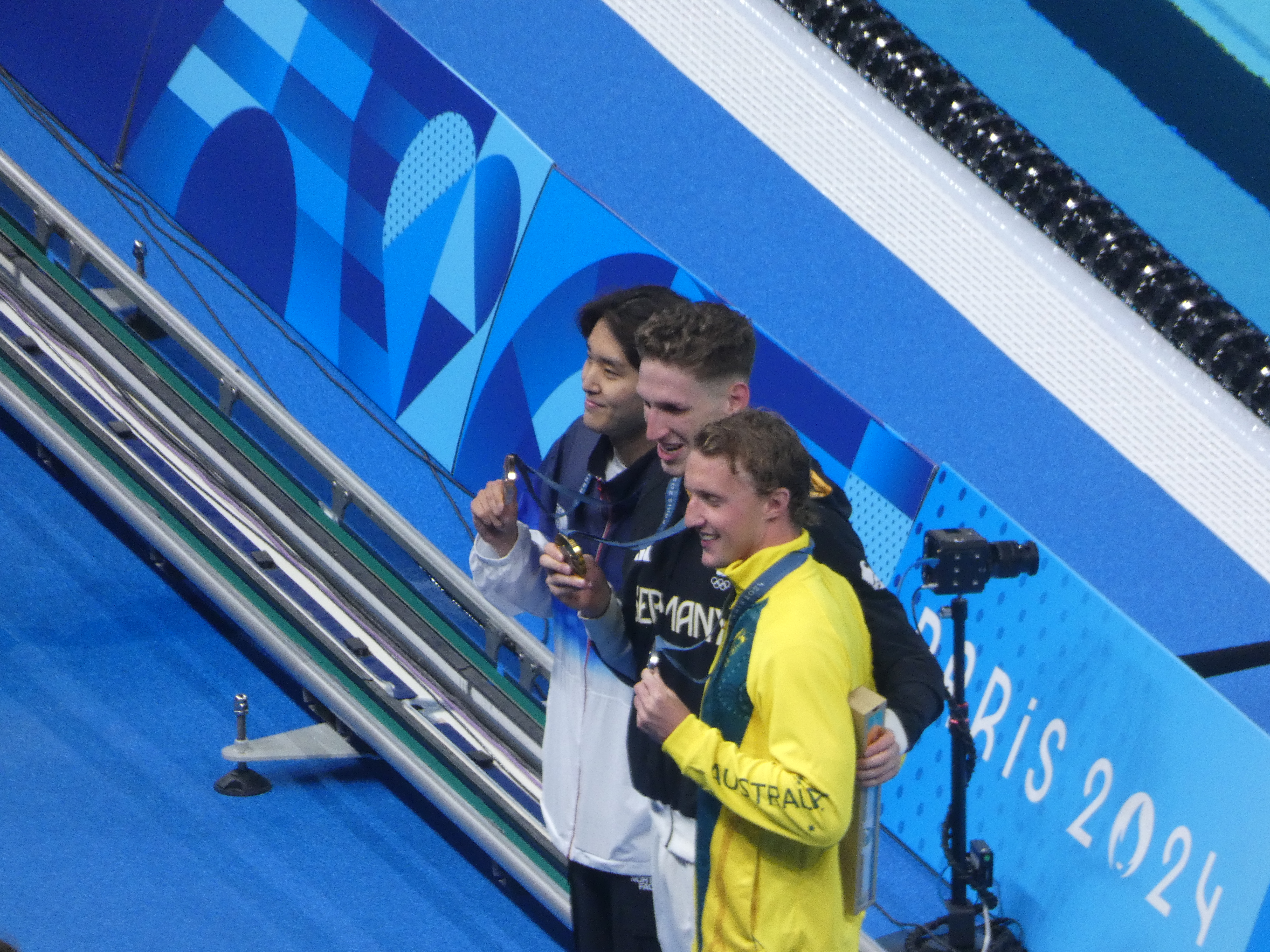
Lukas Märtens (* 2001)

- Martens, Maarten (* 1984), belgischer Fußballspieler
- Martens, Maria (* 1955), niederländische Politikerin (CDA), MdEP
- Märtens, Markus (* 1962), deutscher Jurist, Richter am Bundesfinanzhof
- Martens, Matthias (* 1967), deutscher Fernsehproduzent
- Martens, Maurice (* 1947), belgischer Fußballspieler
- Martens, Max Volkert (* 1948), deutscher Schauspieler
- Martens, Michael (* 1973), deutscher Zeitungsredakteur und Buchautor
- Martens, Nick (* 1982), US-amerikanischer Eishockeyspieler
- Martens, Nike (* 1985), deutsche Schauspielerin
- Martens, Norman (* 1986), deutscher Eishockeyspieler
- Martens, Olaf (* 1963), deutscher Fotograf
- Martens, Paul (* 1983), deutscher Radrennfahrer
- Martens, Peter (1932–2024), deutscher Bauingenieur
- Martens, Petra (* 1956), deutsche Richterin am Bundespatentgericht
- Martens, René (* 1955), belgischer Radrennfahrer
- Martens, René (* 1964), deutscher Sportjournalist und Autor
- Martens, Renzo (* 1973), niederländischer Konzeptkünstler
- Martens, Robert (* 1960), kanadischer Eishockeyspieler
- Martens, Rolf (* 1931), deutscher Fußballspieler
- Martens, Rolf (* 1938), deutscher Marineoffizier und Politologe
- Martens, Ronny (* 1958), belgischer Fußballspieler
- Martens, Sebastian (* 1980), deutscher Rechtswissenschaftler
- Martens, Sina (* 1988), deutsche SchauspielerinSina Martens (* 1988)

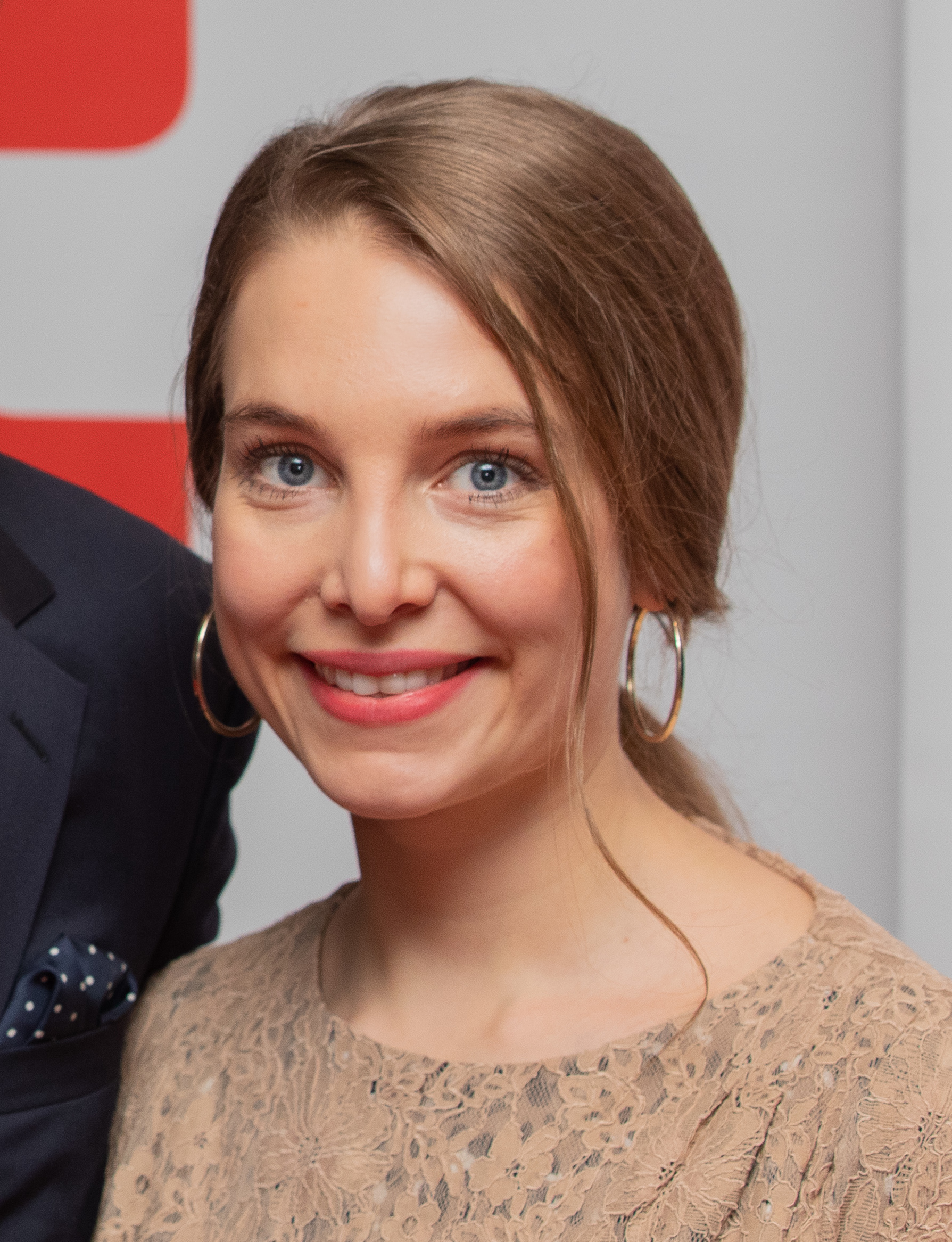
Sina Martens (* 1988)

- Martens, Stefan (* 1954), deutscher Historiker
- Martens, Stéphan (* 1931), belgischer Radrennfahrer
- Martens, Theo (* 2003), deutscher Fußballspieler
- Martens, Theodor (1822–1884), deutscher Architektur- und Landschaftsmaler
- Martens, Thomas (* 1958), deutscher Unternehmer
- Martens, Uwe (* 1970), deutscher Lyriker
- Martens, Valérie von (1894–1986), österreichisch-deutsche Schauspielerin
- Martens, Victor (1931–2018), kanadischer Sänger und Musikpädagoge
- Martens, Volkert (1897–1972), deutscher Politiker (CDU), MdL
- Martens, Walter (1860–1937), deutscher Architekt
- Martens, Walter (* 1905), deutscher politischer Funktionär (NSDAP)
- Martens, Wilfried (1936–2013), belgischer Politiker, MdEP, Präsident der Europäischen VolksparteiWilfried Martens (1936–2013)

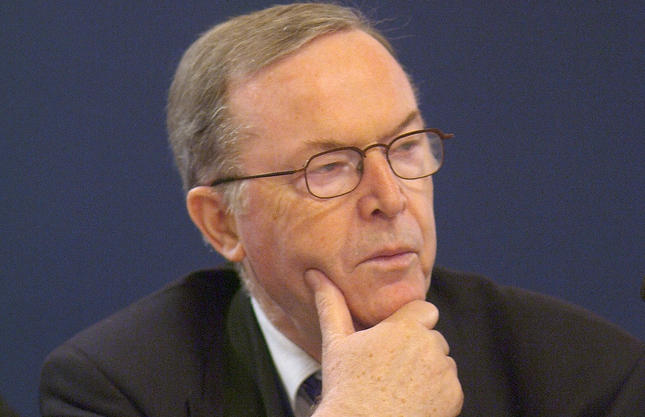
Wilfried Martens (1936–2013)

- Martens, Wilhelm (1831–1902), deutscher Historiker
- Martens, Wilhelm (1842–1910), deutscher Architekt
- Martens, Wilhelm (1858–1935), deutscher Gymnasialprofessor und Historiker
- Martens, Wilhelm (1889–1974), deutscher Jurist, Präsident des Oberlandesgericht Karlsruhe
- Martens, Wilhelm (1929–2008), deutscher Politiker (CDU), MdL
- Martens, Willem Johannes (1839–1895), niederländischer Genremaler
- Martens, Wolfgang (1924–2000), deutscher Philologe und Literaturhistoriker
- Martens, Wolfgang (1934–1985), deutscher Jurist und Hochschullehrer
- Martens, Zanda (* 1984), deutsche Politikerin (SPD), MdBZanda Martens (* 1984)

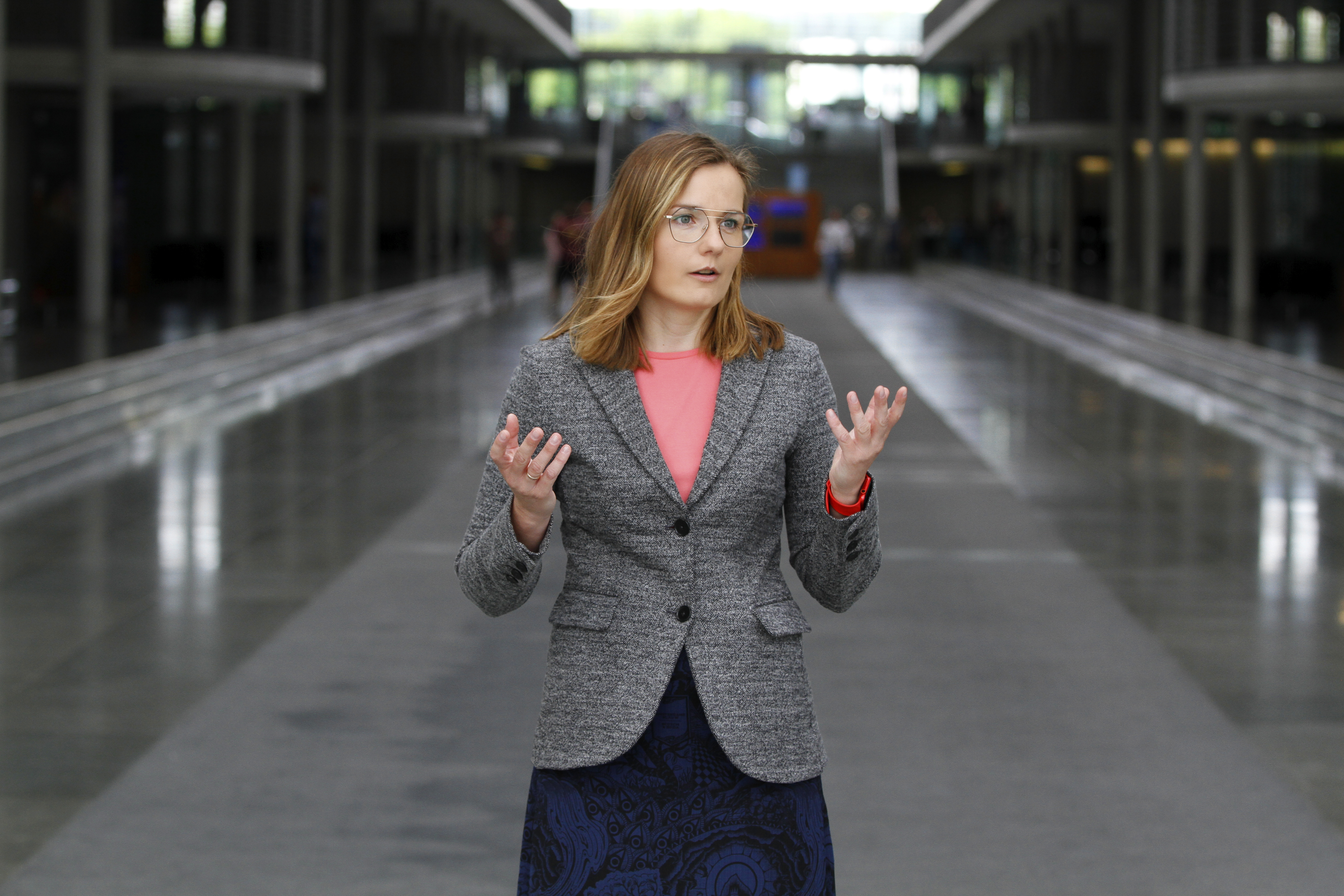
Zanda Martens (* 1984)

- Martensen, Erich (1927–2025), deutscher Mathematiker
- Martensen, Hans Lassen (1808–1884), dänischer Theologe
- Martensen, Hans Ludvig (1927–2012), dänischer Jesuit, Theologe und römisch-katholischer Bischof
- Martensen, William (1858–1950), deutscher evangelisch-lutherischer Pastor und Heimatforscher
- Mårtenson, Lasse (1934–2016), finnischer Jazzsänger und Pianist
- Mårtensson, Agneta (* 1961), schwedische Schwimmerin
- Mårtensson, Bertil (1945–2018), schwedischer Science-Fiction- und Krimi-Autor und Philosoph
- Mårtensson, Emilia, schwedische Jazz- und Weltmusik-Sängerin
- Mårtensson, Frithiof (1884–1956), schwedischer Ringer
- Mårtensson, Johan (* 1989), schwedischer Fußballspieler
- Mårtensson, Jörgen (* 1959), schwedischer Orientierungsläufer und Leichtathlet
- Mårtensson, Malte (1916–1973), schwedischer Fußballspieler und -trainer
- Mårtensson, Stig (1923–2010), schwedischer Radrennfahrer
- Mårtensson, Tony (* 1980), schwedischer Eishockeyspieler
- Martenstein, Harald (* 1953), deutscher Journalist und Schriftsteller
- Martenstein, Willibald (1903–1998), deutscher Lehrer und Politiker (FDP), MdL

### Marter
- Marter, Alfred (1934–1998), deutscher Diplomat, Botschafter der DDR
- Märter, Franz Joseph (1753–1827), österreichischer Botaniker
- Marter, Ian (1944–1986), britischer Schauspieler und Schriftsteller
- Marterbauer, Markus (* 1965), österreichischer Ökonom
- Marterer, Ernst (1921–2004), deutscher Polizeioffizier und Generalmajor der VP
- Marterer, Maximilian (* 1995), deutscher Tennisspieler
- Marteria (* 1982), deutscher RapperMarteria (* 1982)

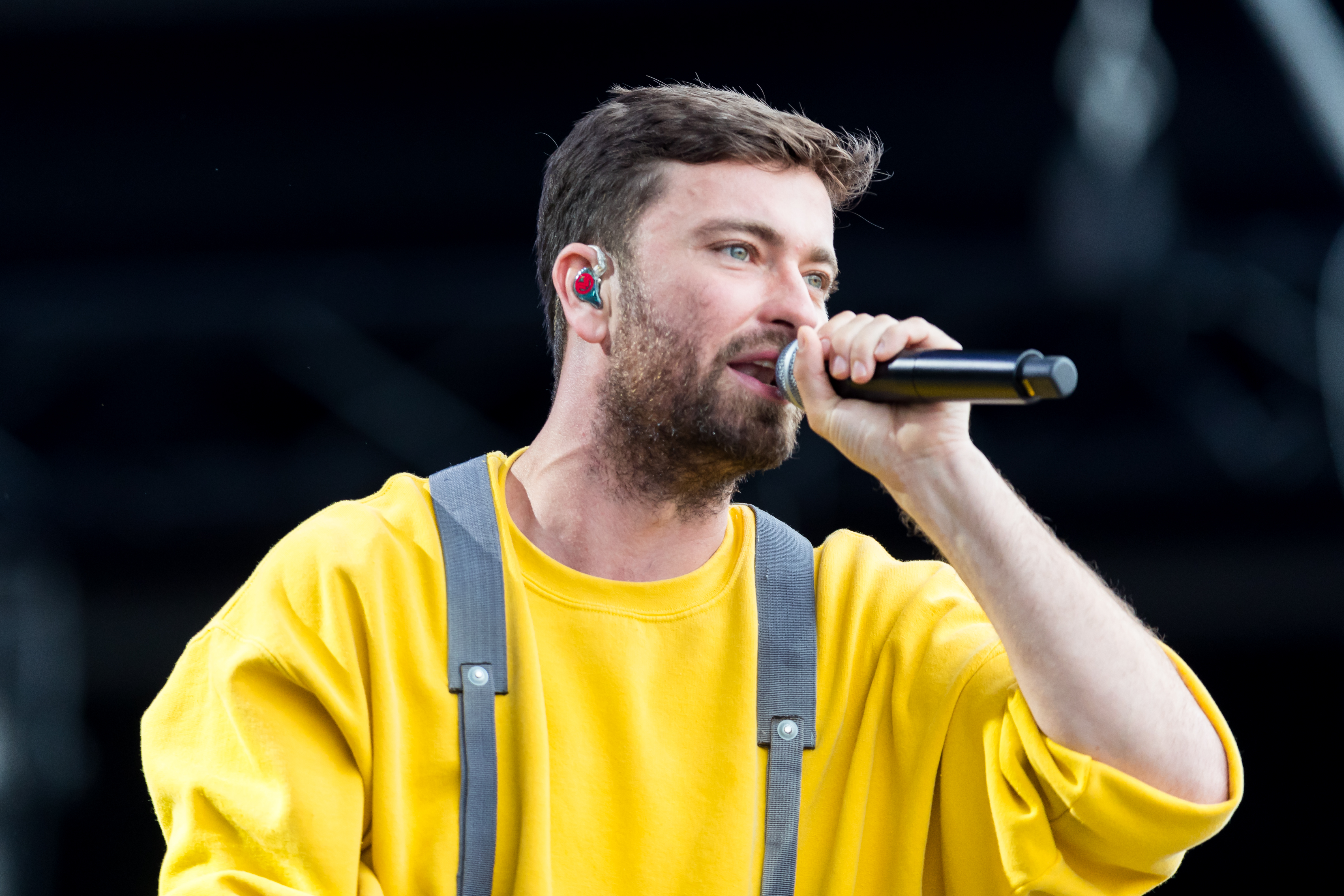
Marteria (* 1982)

- Marterie, Ralph (1914–1978), italoamerikanischer Trompeter und Orchesterleiter
- Martersteck, Johann (1691–1764), lothringischer Bildhauer, Holzschnitzer und Altarbauer
- Martersteig, Friedrich (1814–1899), deutscher Historien- und Genremaler sowie Zeichenlehrer
- Martersteig, Max (1853–1926), deutscher Theaterschauspieler, Schriftsteller und Bühnenleiter

### Martes
- Martesko-Fenster, Karol (* 1961), US-amerikanischer Unterhaltungs- und Medieninnovator und Unternehmer

### Martey
- Martey, Robert (* 1984), ghanaischer Weitspringer